# Corneliu Teodorini
Corneliu Teodorini (n. 18 septembrie 1893, Craiova, jud. Dolj  - d. 10 iulie 1976, București) a fost un general român, care a luptat în cel de-al doilea război mondial alături de forțele germane. A fost decorat cu Crucea de Fier din partea armatei germane.
Colonel - martie 1942 Șeful Secției de Propagandă la Statul Major General.
Colonel Corneliu Teodorini 28 octombrie 1941 - 9 mai 1942 - Comandantul Diviziei 8 Cavalerie
General de brigadă – 2 octombrie 1943.
16 octombrie 1942 - 22 aprilie 1944 și 4 mai 1944 - 24 iulie 1944 Comandantul Diviziei 6 Cavalerie motorizată.
25 iulie 1944 - 3 noiembrie 1944 - General de Brigadă - comandantul Diviziei 8 Cavalerie
A participat la bătălia Crimeei. Forțele sovietice au încercat să forțeze înaintarea în Crimeea, debarcând în două capete de pod. Primul a fost limitat și apoi lichidat de Divizia 6 cavalerie română, comandată de generalul Corneliu Teodorini.
După instalarea guvernului Petru Groza generalul de brigadă Corneliu Teodorini a fost trecut din oficiu în poziția de rezervă, alături de alți generali, prin decretul nr. 860 din 24 martie 1945, invocându-se legea nr. 166, adoptată prin decretul nr. 768 din 19 martie 1945, pentru „trecerea din oficiu în rezervă a personalului activ al armatei care prisosește peste nevoile de încadrare”. De fapt, regimul Petru Groza l-a exclus din armată pe Corneliu Teodorini,  alături de un mare număr de militari.

## Decorații
- Ordinul Mihai Viteazul cl. II - prin DR 3267/20.12.1943 (general de brigadă, comandantul Diviziei 6 Cavalerie)
- Ordinul Mihai Viteazul cl. III - prin DR 399/8.02.1943 (colonel, comandantul Diviziei 6 Cavalerie))
- Crucea de Cavaler a Crucii de Fier - 27 august 1943
- Frunze de stejar la Crucea de Cavaler a Crucii de Fier - 8 decembrie 1943
- Ordinul „23 August” clasa a IV-a (10 august 1964) „pentru merite deosebite în opera de construire a socialismului, cu prilejul celei de a XX-a aniversări a eliberării patriei”[4]